# 670'erne
Århundreder: 6. århundrede – 7. århundrede – 8. århundrede
Årtier: 620'erne 630'erne 640'erne 650'erne 660'erne – 670'erne – 680'erne 690'erne 700'erne 710'erne 720'erne
År: 670 671 672 673 674 675 676 677 678 679